# Eric Bledsoe
Eric Bledsoe (Birmingham, 09 de Dezembro de 1989) é um jogador norte-americano de basquete profissional que atua pelo Portland Trail Blazers da NBA.
Ele foi selecionado pelo Oklahoma City Thunder como 18ª escolha geral no NBA Draft de 2010 e foi posteriormente negociado com o Los Angeles Clippers.

## Carreira no ensino médio
Bledsoe frequentou a Parker High School em Birmingham, Alabama. Em seu último ano, ele obteve uma média de 20,3 pontos, 9,4 rebotes e 11,5 assistências por jogo e ajudou a levar Parker a um 5º lugar no campeonato estadual.
Considerado um recruta de cinco estrelas pelo Rivals.com, Bledsoe foi listado como o 3° melhor armador e o 23° melhor jogador do país em 2009.

## Carreira na faculdade

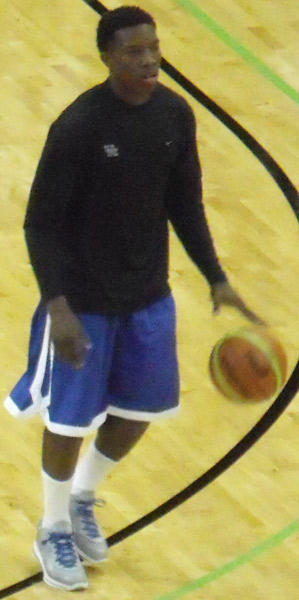
Bledsoe se aquecendo antes de um jogo em 2010 enquanto estava em Kentucky.

Bledsoe jogou uma temporada no Kentucky em 2009-10 e teve uma média de 11,3 pontos, 3,1 rebotes e 2,9 assistências em 37 jogos. Ele ajudou os Wildcats a ter um recorde de 35-3 e chegar ao Elite Eight no Torneio da NCAA. 
Apesar de ser um armador natural, Bledsoe muitas vezes desempenhava o papel de Ala-armador ao lado de seu colega calouro, John Wall.
Em 7 de abril de 2010, Bledsoe se declarou para o Draft da NBA de 2010, deixando de lado suas três últimas temporadas de elegibilidade colegiada.

### Controvérsia
Em setembro de 2010, foi relatado que Bledsoe poderia ser inelegível para jogar sua primeira temporada em Kentucky, quando foram encontradas discrepâncias nas transcrições do ensino médio. O Sistema de Escolas Públicas do Alabama contratou o escritório de advocacia independente White Arnold & Dowd para investigar alegações de que uma das notas de Bledsoe foi alterada. Sua nota de álgebra havia sido alterada de um C para um A, aumentando assim seu GPA o suficiente para ser elegível para a NCAA.
Embora os investigadores concluíssem que as razões para se alterar a nota "não eram credíveis" e que um número significativo de suas notas do ensino médio havia sido alteradas para notas mais altas, o conselho escolar votou para permitir que a nota fosse aprovada e a NCAA declarou sua investigação sobre a elegibilidade de Bledsoe encerrada na semana seguinte.

## Carreira profissional

### Los Angeles Clippers (2010–2013)

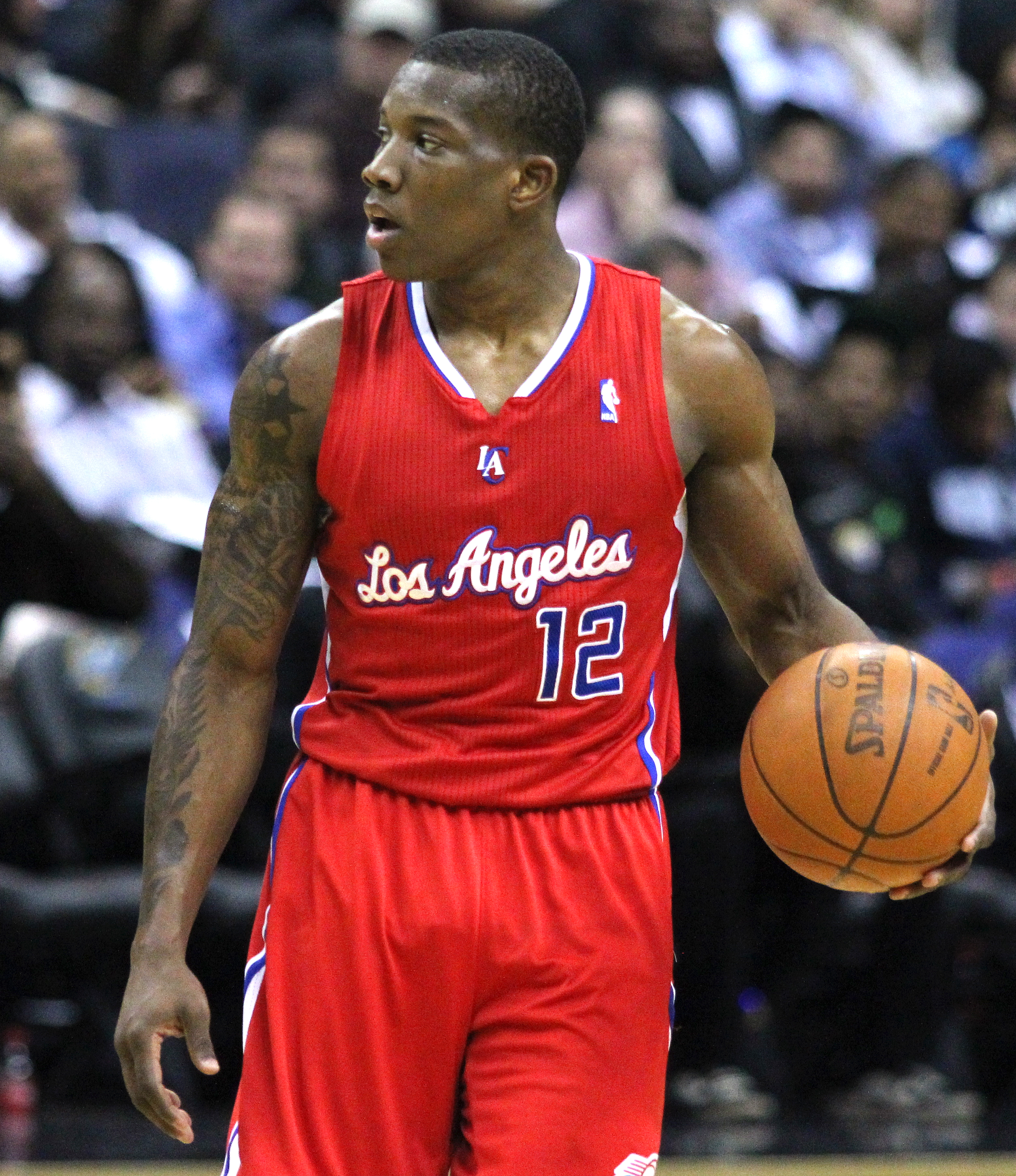
Bledsoe com os Clippers em 2011

Durante o treino antes do draft, Bledsoe foi elogiado por sua rapidez e capacidade de manejar a bola. Posteriormente, ele foi selecionado pelo Oklahoma City Thunder com a 18ª escolha geral no Draft da NBA de 2010, mas foi negociado com o Los Angeles Clippers.
Em sua primeira temporada, ele teve médias de 6,7 pontos e 3,6 assistências em 81 jogos. Como resultado, ele foi nomeado para a Segunda-Equipe de Novatos da NBA. 
Em sua segunda temporada, devido à aquisição de Chris Paul, ele teve uma média de apenas 11 minutos por jogo e suas estatísticas caíram. Ele teve médias de 3.3 pontos e 1.7 assistências em 40 jogos.
No entanto, durante sua terceira temporada, suas estatísticas acabaram aumentando, apesar de ainda ser reserva de Chris Paul na maioria dos jogos que disputou. Ele teve médias de 8.5 pontos e 3.1 assistências em 76 jogos.
Em 3 temporadas em Los Angeles, Bledsoe jogou 197 jogos e teve médias de 19.6 minutos, 6.7 pontos, 2.6 rebotes, 3.0 assistências e 1.2 roubos de bola.

### Phoenix Suns (2013-2017)

#### Temporada de 2013-14
Em 10 de julho de 2013, Bledsoe foi negociado, junto com Caron Butler, para o Phoenix Suns em uma negociação de três vias com o LA Clippers e o Milwaukee Bucks.
Em sua estréia na noite de abertura com os Suns, Bledsoe registrou 22 pontos, 6 rebotes e 7 assistências na vitória por 104-91 sobre o Portland Trail Blazers.
Antes do jogo de 19 de novembro de 2013 contra o Sacramento Kings, Bledsoe se machucou após colidir com o companheiro de equipe, P.J. Tucker, durante o treino. Ele perdeu seis jogos antes de retornar registrando 19 pontos, 6 rebotes e 3 roubadas de bola em uma vitória por 112-101 contra o Utah Jazz em 29 de novembro de 2013.
Bledsoe conseguiu seu primeiro duplo-duplo com os Suns ao registrar 16 pontos e 11 rebotes na vitória por 117-90 sobre o Los Angeles Lakers em 23 de dezembro de 2013.
Durante o terceiro quarto do último jogo dos Suns em 2013, Bledsoe machucou a canela esquerda. O que começou como uma lesão na canela acabou se transformando em uma lesão no menisco que o deixaria de fora por quase dois meses e meio. Sua lesão foi um fator preponderante na contratação de Leandro Barbosa. Bledsoe voltou à ação em 12 de março de 2014 contra o Cleveland Cavaliers.
Nessa temporada, ele jogou 43 jogos e teve médias de 32.9 minutos, 17.7 pontos, 4.7 rebotes, 5.5 assistências e 1.6 roubos de bola.

#### Temporada de 2014-15
Após meses de deliberação e rumores sobre seu futuro, Bledsoe e os Suns chegaram a um acordo sobre um novo contrato de cinco anos e US $ 70 milhões em 24 de setembro de 2014. Na estréia dos Suns contra o Los Angeles Lakers, Bledsoe registrou 16 pontos, nove assistências e seis rebotes antes de fazer sua segunda falta técnica e ser expulso com 30 segundos restantes no terceiro quarto. Apesar da ejeção de Bledsoe, os Suns venceram por 119-99.
Em 8 de dezembro de 2014, Bledsoe registrou o seu primeiro triplo-duplo da carreira com 27 pontos, 11 rebotes e 16 assistências na derrota de 120-121 para seu ex-time, o Los Angeles Clippers. Em 23 de dezembro, Bledsoe registrou o seu segundo triplo-duplo da carreira com 16 pontos, 10 rebotes e 11 assistências na vitória por 124-115 sobre o Dallas Mavericks.
Nessa temporada, ele jogou 81 jogos e teve médias de 34.6 minutos, 17.0 pontos, 5.2 rebotes, 6.1 assistências e 1.6 roubos de bola.

#### Temporada de 2015-16
Em 12 de novembro, Bledsoe ele quase conseguiu um triplo-duplo, terminando o jogo com 26 pontos, 10 rebotes e 9 assistências em uma vitória de 118-104 sobre o Los Angeles Clippers. Em 13 de dezembro, em uma vitória sobre o Minnesota Timberwolves, Bledsoe registrou 23 pontos, 9 assistências, 4 roubadas de bola e 4 bloqueios. Foi o primeiro "quatro por quatro" da NBA (pelo menos quatro rebotes, quatro assistências, quatro roubadas de bola e quatro bloqueios) de um Armador desde Dwyane Wade em 28 de fevereiro de 2009.
Em 29 de dezembro, ele passou por uma cirurgia bem-sucedida para reparar um menisco rasgado no joelho esquerdo e foi posteriormente descartado pelo restante da temporada de 2015–16. Com Bledsoe fora, o Suns conseguiu apenas mais 11 vitórias nos últimos três meses da temporada.
Nessa temporada, ele jogou 31 jogos e teve médias de 34.2 minutos, 20.4 pontos, 4.0 rebotes, 6.1 assistências e 2.0 roubos de bola.

#### Temporada de 2016-17
Em seu primeiro jogo desde que machucou o joelho em dezembro de 2015, Bledsoe registrou 16 pontos, 6 rebotes, 5 assistências e um roubo de bola em uma derrota por 113-94 para o Sacramento Kings.
Em 13 de dezembro, ele marcou 31 pontos na vitória de 113-111 sobre o New York Knicks. Foi o seu terceiro jogo consecutivo de 30 pontos, tornando-se o primeiro jogador dos Suns com três seguidos desde Amar'e Stoudemire em março de 2010.
Em 16 de janeiro de 2017, Bledsoe quase conseguiu o seu terceiro triplo-duplo da carreira, com 31 pontos, 9 rebotes e 9 assistências na derrota por 106-101 para o Utah Jazz. Seis dias depois, ele registrou 40 pontos e 13 assistências em uma vitória de 115-103 sobre o Toronto Raptors. Ele superou essa marca em 28 de janeiro, quando marcou 41 pontos na derrota de 123-112 para o Denver Nuggets. Dois jogos depois, em 1º de fevereiro, Bledsoe marcou 41 pontos em uma derrota por 124-114 para o Los Angeles Clippers. Os três jogos de 40 pontos de Bledsoe em 11 dias são o recorde de menos dias necessários para ter três jogos de 40 pontos na história dos Suns - o recorde era 13, estabelecido por Charlie Scott em 1973.
Em 15 de fevereiro de 2017, Bledsoe registrou o seu terceiro triplo-duplo da carreira com 25 pontos, 10 rebotes e 13 assistências na vitória de 137-101 sobre o Los Angeles Lakers. Em 15 de março, ele foi dispensado do resto da temporada depois de lutar contra a dor no joelho.
Nessa temporada, ele jogou 66 jogos e teve médias de 33.0 minutos, 21.1 pontos, 4.8 rebotes, 6.3 assistências e 1.4 roubos de bola.

#### Temporada de 2017-18
Em 22 de outubro de 2017, depois de apenas três jogos na temporada, Bledsoe twittou: "Eu não quero estar aqui". Ryan McDonough, gerente geral dos Suns, tomou isso como um desprezo contra a organização e o dispensou de jogar com o time. Bledsoe afirmou que o tweet se referia a estar em um salão de cabeleireiro. Em 5 de novembro de 2017, ele foi multado em US $ 10.000 pela NBA por seu tweet. No mesmo dia, foi relatado que Bledsoe retornaria às instalações da equipe para trabalhar com os membros da equipe.
Em 5 temporadas em Phoenix, Bledsoe jogou 224 jogos e teve médias de 33.6 minutos, 18.8 pontos, 2.6 rebotes, 3.0 assistências e 1.2 roubos de bola.

### Milwaukee Bucks (2017 – Presente)
Em 7 de novembro de 2017, Bledsoe foi negociado com o Milwaukee Bucks em troca de Greg Monroe e uma seleção de primeira e segunda rodada.
Ele estreou nos Bucks três dias depois, registrando 13 pontos e 7 assistências na vitória de 94-87 sobre o San Antonio Spurs. Em 22 de novembro, em seu retorno a Phoenix, Bledsoe marcou 30 pontos em uma vitória de 113-107 sobre os Suns. Em 30 de março de 2018, ele marcou 39 pontos em uma vitória de 124-122 sobre o Los Angeles Lakers. Em 9 de abril de 2018, ele teve seu quarto triplo-duplo com 20 pontos, 12 rebotes e 11 assistências em uma vitória por 102-86 sobre o Orlando Magic.
Em 4 de março de 2019, ele assinou uma extensão de contrato de quatro anos e US $ 70 milhões com os Bucks. Em sua primeira temporada completa com os Bucks (2018-19), ele jogou 78 jogos e teve médias de 29.1 minutos, 15.9 pontos, 4.6 rebotes, 5.5 assistências e 1.5 roubos de bola. No final da temporada, ele foi nomeado para a Primeira Equipe Defensiva da NBA.

## Estatísticas

### NBA

#### Temporada Regular
| Ano      | Time          | PJ  | MPJ  | AP   | 3P   | LL   | RT  | AS  | BR  | TO | PPJ  |
| -------- | ------------- | --- | ---- | ---- | ---- | ---- | --- | --- | --- | -- | ---- |
| 2010–11  | L.A. Clippers | 81  | 22.7 | .424 | .276 | .744 | 2.8 | 3.6 | 1.1 | .3 | 6.7  |
| 2011–12  | L.A. Clippers | 40  | 11.6 | .389 | .200 | .636 | 1.6 | 1.7 | .8  | .4 | 3.3  |
| 2012–13  | L.A. Clippers | 76  | 20.4 | .445 | .397 | .791 | 3.0 | 3.1 | 1.4 | .7 | 8.5  |
| 2013–14  | Phoenix       | 43  | 32.9 | .477 | .357 | .772 | 4.7 | 5.5 | 1.6 | .3 | 17.7 |
| 2014–15  | Phoenix       | 81  | 34.6 | .447 | .324 | .800 | 5.2 | 6.1 | 1.6 | .6 | 17.0 |
| 2015–16  | Phoenix       | 31  | 34.2 | .453 | .372 | .802 | 4.0 | 6.1 | 2.0 | .6 | 20.4 |
| 2016–17  | Phoenix       | 66  | 33.0 | .434 | .335 | .847 | 4.8 | 6.3 | 1.4 | .5 | 21.1 |
| 2017–18  | Phoenix       | 3   | 27.7 | .400 | .308 | .786 | 2.3 | 3.0 | 1.3 | .7 | 15.7 |
| 2017–18  | Milwaukee     | 71  | 31.5 | .476 | .349 | .795 | 3.9 | 5.1 | 2.0 | .6 | 17.8 |
| 2018–19  | Milwaukee     | 78  | 29.1 | .484 | .329 | .750 | 4.6 | 5.5 | 1.5 | .4 | 15.9 |
| Carreira | Carreira      | 570 | 27.9 | .455 | .336 | .794 | 3.9 | 4.8 | 1.5 | .5 | 14.1 |

#### Playoffs
| Ano      | Time          | PJ | MPJ  | AP   | 3P   | LL   | RT  | AS  | BR  | TO | PPJ  |
| -------- | ------------- | -- | ---- | ---- | ---- | ---- | --- | --- | --- | -- | ---- |
| 2012     | L.A. Clippers | 11 | 17.2 | .587 | .429 | .625 | 2.4 | 2.1 | 1.2 | .4 | 7.9  |
| 2013     | L.A. Clippers | 6  | 16.2 | .500 | .111 | .667 | 2.5 | 3.0 | .3  | .5 | 6.5  |
| 2018     | Milwaukee     | 7  | 32.1 | .440 | .318 | .700 | 3.4 | 3.7 | 1.0 | .9 | 13.6 |
| 2019     | Milwaukee     | 15 | 28.3 | .411 | .236 | .706 | 3.7 | 4.3 | 1.1 | .4 | 13.7 |
| Carreira | Carreira      | 39 | 23.9 | .456 | .255 | .687 | 3.1 | 3.4 | 1.0 | .5 | 10.9 |

### Universitário
| Ano     | Time     | PJ | MPJ  | AP   | 3P   | LL   | RT  | AS  | BR  | TO | PPJ  |
| ------- | -------- | -- | ---- | ---- | ---- | ---- | --- | --- | --- | -- | ---- |
| 2009–10 | Kentucky | 37 | 30.3 | .462 | .383 | .667 | 3.1 | 2.9 | 1.4 | .3 | 11.3 |

Fonte: